# Herb rejonu soligorskiego

Herb rejonu soligorskiego i Soligorska

Herb rejonu soligorskiego – jeden z symboli rejonu soligorskiego i jego stolicy, Soligorska.

## Wygląd
Herb rejonu soligorskiego jest symbolem nowoczesnego miasta górniczego. Składa się z tarczy wareskiej, kwadratowej na górze i zwężającej się ku dołowi. Tarcza jest pionowo podzielona na dwie części. Lewa połowa jest niebieska i zawiera połowę łodygi pszenicy. Prawa połowa zaś ma dwanaście czerwonych i srebrnych (białych) przekątnych pasów.

## Symbolika
Te paski symbolizują warstwy soli potasowych, głównego naturalnego bogactwa rejonu soligorskiego. Warstwy idą w tym samym porządku i są malowane w tych samych kolorach, jakie znajdowały się w skorupie Ziemi. Złota łodyga pszenicy w niebieskim polu symbolizuje płodność, siłę życiową, którą nawozy potasowe dają glebie. Łodyga pszeniczna również symbolizuje siłę ekonomiczną, dobrobyt i jedność narodową miasta.